# Ionicus
Joshua Charles Armitage (Hoylake, Merseyside, 26 de septiembre de 1913-Hoylake, Merseyside, 29 de enero de 1998), más conocido por su seudónimo Ionicus, fue un artista e ilustrador inglés.
Ilustró las tapas de casi 400 libros, entre ellos 58 novelas de P. G. Wodehouse publicadas por Penguin, y sus ilustraciones aparecieron en la revista Punch durante más de 40 años.
Para distinguir este arte más frívolo de sus óleos más formales y como reflejo de su interés por la arquitectura, eligió su seudónimo para firmar su primer dibujo para Punch en 1944, por unas columnas jónicas (Ionic, en inglés) que había incluido.